# Langarika
Langarika – miejscowość położona w gminie Iruraiz-Gauna, w comarce Aguraingo kuadrila, w prowincji Araba, w Kraju Basków na północy Hiszpanii.

## Demografia
| 2000 | 2001 | 2002 | 2003 | 2004 | 2005 | 2006 | 2007 |
| ---- | ---- | ---- | ---- | ---- | ---- | ---- | ---- |
| 48   | 48   | 49   | 48   | 45   | 43   | 41   | 41   |